# Роуч, Хэл
Гарольд Юджин «Хэл» Роуч — старший (англ. Harold Eugene "Hal" Roach, Sr.; 14 января 1892 — 2 ноября 1992) — американский продюсер и режиссёр, сценарист, актёр.

## Биография
Гарольд Роуч родился 14 января 1892 года в городе Элмайра, штат Нью-Йорк в семье ирландских переселенцев. Мечтать о спектаклях он начал ещё школьником, под впечатлением от произведений Марка Твена.
В 1912 году Роуч прибыл в Голливуд, где начал работать подручным в немом кино. Через несколько лет, получив наследство, Хэл начал создавать собственные фильмы, вместе со своим другом Гарольдом Ллойдом; так, в 1915 году Роуч выступил продюсером около двух десятков короткометражек.
В том же 1915 году Хэл женился на актрисе Маргерит Николс.

От брака родилось двое детей — сын Хэл-младший и дочь Маргарет.
Не сумев закрепиться в центре Лос-Анджелеса, Роуч открыл свою кинокомпанию Hal Roach Studios в Калвер-Сити.
В 1920-х и 1930-х гг. Роуч много работал со своим другом Ллойдом (который считался главным добытчиком денег), а также сотрудничал с Уиллом Роджерсом, Максом Дэвидсоном, Чарли Чейзом, Гарри Лангдоном, Телмой Тодд, Пэтси Келли, и с комедийним дуэтом Лорелом и Харди. Самым большим и значимым конкурентом Роуча в начале его карьеры был продюсер Мак Сеннет. В 1925 году Роучу удалось переманить к себе режиссёра Сеннета — Ф. Ричарда Джонса. В этот период Хэл сам выступал во множестве картин не только продюсером, но и сценаристом, и режиссёром.
В конце 1920-х годов его фильмы перешли в формат звукового кино. В течение одного только 1921 года под его патронажем вышло более 60 кинокартин. Эти фильмы были короткими, часто лишь 15-минутными развлекательными картинами. Полная фильмография Хэла Роуча состоит из 1200 кинофильмов; а в киноиндустрии он проработал 76 лет — первый его фильм датирован 1914-м, последний — 1990 годом.
Огромным успехом публики пользовался и комический дуэт Лорел-Харди; в 1931 году вышла 65-минутная комедия, и с этого времени короткометражки начали разбавляться полнометражными фильмами. В конце 1930-х и начале 1940-х Роуч снова много экспериментировал с короткометражками, выбирая между продолжительностью 40 и 50 минут.
В 1941-м умерла его жена Маргарет, с которой он прожил вместе 26 лет. После смерти первой жены Роуч женился вновь, на секретаре из Лос-Анджелеса Люсилль Прин.
На военную службу Роуч был призван в 1942 году, будучи 50-летним. Студия его тогда перешла в ведомство армии и прекратила выпуск развлекательного кино и занялась производством учебных и военных фильмов, которые поднимали моральный и боевой дух солдат.
В 1955 году Роуч передал управление своему сыну и почти отошёл от дел. Впрочем, его имя в титрах картин бывало не раз, в последний раз он выступил в качестве исполнительного продюсера в 1990 году. Однако настоящая активность Хэла закончилась в конце 1950-х годов. Сын не был столь же гениальным финансистом, как отец, и Хэлу не раз приходилось вмешиваться в руководство студией, чтобы решить её финансовые проблемы. В начале 1960-х студия была продана.
В 1984 году 92-летний продюсер был награждён почётным «Оскаром». Весной 1992, после своего 100-летнего юбилея, Хэл был гостем на очередной церемонии вручения призов киноакадемии. По стечению обстоятельств во время его выступления отказали микрофоны; ведущий Билли Кристал тогда пошутил, что это случилось вполне закономерно — Хэл Роуч делал свои первые шаги в киноиндустрии в эпоху немого кино.
Хэл Роуч умер от пневмонии 2 ноября 1992 года, за два месяца до 101-летия, в своём доме в Бель-Эйр, штат Калифорния. Похоронен на кладбище Вудлон в городе, где прошло его детство.